# Cattedrale di San Patrizio (Bunbury)
La cattedrale di San Patrizio (in inglese: St Patrick's Cathedral) è il principale luogo di culto cattolico della città di Bunbury, in Australia, e sede vescovile della diocesi di Bunbury.

## Storia
La prima pietra dell'edificio fu posta nel 1919. La chiesa è stata aperta al culto appena due anni dopo, come chiesa parrocchiale. Nel 1954 è stata elevata a cattedrale da Papa Pio XII, contestualmente all'erezione della diocesi cattolica di Bunbury.
Il 16 maggio 2005 un tornado ha devastato la città, danneggiando la cattedrale al punto da rendere necessaria la sua demolizione. La nuova cattedrale di San Patrizio è stata costruita in 5 anni ed è stata dedicata il 17 marzo 2011 dal vescovo Gerard Holohan.